# Agneta Eriksson
Agneta Eriksson (n. 3 mai 1965, Västerås, Suedia) este o înotătoare suedeză, medaliată olimpică. A participat la 3 ediții ale Jocurilor Olimpice (1980, 1984, 1988) în care a câștigat o medalie de argint.